# Hôtel de Noirmoutier
Hôtel de Noirmoutier, též někdy Hôtel de Sens je městský palác v Paříži. Nachází se na ulici Rue de Grenelle č. 138 v 7. obvodu. Slouží jako rezidence prefekta regionu Île-de-France.

## Historie
Palác postavil v letech 1721–1724 architekt Jean Courtonne (1671–1739) pro Antoina Françoise de La Trémoille, vévodu de Noirmoutier, po kterém nese své jméno. Po jeho smrti palác koupila hraběnka de Sens, podle které se palác také někdy nazývá. Ta nechala stavbu rozšířit přikoupením sousedních pozemků a nechala změnit vnitřní výzdobu.
Po její smrti roku 1765 palác získal její synovec Louis-Joseph princ de Condé.
Během Restaurace Bourbonů byl majitelem hrabě z Artois. V roce 1919 byl palác přidělen k bydlení maršálovi Fochovi. Ten zde bydlel až do své smrti roku 1929 a jeho vdova do roku 1950.
Palác byl poprvé zanesen na seznam historických památek v roce 1927 a roku 1975 prohlášen památkou, ale tato ochrana byla zrušena a znovu obnovena v roce 1996.